# 火炬东站
火炬东站是广州地铁18号线南延段（南珠中城际）的预留车站:119，拟建于中国广东省中山市火炬开发区中山港街道，世纪大道与东利路交叉口东侧。
本站既是18号线首个高架站点，也是广州地铁在跨市线路中首个设立的高架站点。

## 车站结构
火炬东站规划为高架侧式越行车站，车站主体总长202米，侧式站台宽9米；而外包则长210米；标准段宽40.1米，车站近期总建筑为4494平方米:97。
本站初期仅实施轨行区和车站站台等主体土建结构，列车不停站通过；待周边开发完善后续建为正式车站。
| 地上三层 | 侧式站台 | 侧式站台                                 | 侧式站台 | 侧式站台 |
|          | 站台     | █18号线 兴中方向（下站：火炬）           |          |          |
|          |          | █18号线 越行路軌                         |          |          |
|          |          | █18号线 越行路軌                         |          |          |
|          | 站台     | █18号线 花城街方向（下站：香山）         |          |          |
|          | 侧式站台 |                                          |          |          |
| 地上二层 | 站厅     | 售票機、客服中心、商店、警务室、安检设施 |          |          |
| 地面     | 出入口   | 设备房、市政设施                         |          |          |

## 历史
本站是南延段中山西线的最后一座车站。相关方面曾规划开行珠海方向的跨线车，不过因香山站的车站位置调整影响，目前原规划已被取消。

## 建设
2024年7月，本站往火炬站区间U槽段围护结构施工，同时高架段开展桩基础施工。

## 利用状况
本站周边现状为成熟村落。未来规划有工业区和住宅区，并在车站首层建设停车场。同时远期车站面积将达到11771平方米:96。